# Amphiliidae
Amphiliidae è una famiglia di pesci ossei d'acqua dolce appartenente all'ordine Siluriformes.

## Distribuzione e habitat
La famiglia è diffusa nelle acque dolci dell'Africa centromeridionale. Quasi tutte le specie popolano i torrenti d'alta quota.

## Descrizione
Ci sono 3 paia di barbigli. Le pinne dorsale e anale hanno base breve. Nella pinna dorsale non è presente alcun raggio spinoso (tranne in Trachyglanis in cui è presente un debole raggio rigido). Anche nelle pinne pettorali nella maggior parte delle specie non è presente alcuna spina. Una breve spina può invece essere presente nella pinna adiposa.
Sono pesci di dimensioni piccole, la maggior parte delle specie misura pochi centimetri anche se alcune possono sfiorare i 20 cm.

## Specie
- Genere Amphilius
  - Amphilius atesuensis
  - Amphilius athiensis
  - Amphilius brevis
  - Amphilius caudosignatus
  - Amphilius chalei
  - Amphilius cryptobullatus
  - Amphilius dimonikensis
  - Amphilius grandis
  - Amphilius jacksonii
  - Amphilius kakrimensis
  - Amphilius kivuensis
  - Amphilius korupi
  - Amphilius krefftii
  - Amphilius lamani
  - Amphilius lampei
  - Amphilius laticaudatus
  - Amphilius lentiginosus
  - Amphilius longirostris
  - Amphilius maesii
  - Amphilius mamonekenensis
  - Amphilius natalensis
  - Amphilius nigricaudatus
  - Amphilius opisthophthalmus
  - Amphilius platychir
  - Amphilius pulcher
  - Amphilius rheophilus
  - Amphilius uranoscopus
  - Amphilius zairensis
- Genere Andersonia
  - Andersonia leptura
- Genere Belonoglanis
  - Belonoglanis brieni
  - Belonoglanis tenuis
- Genere Congoglanis
  - Congoglanis alula
  - Congoglanis howesi
  - Congoglanis inga
  - Congoglanis sagitta
- Genere Dolichamphilius
  - Dolichamphilius brieni
  - Dolichamphilius longiceps
- Genere Doumea
  - Doumea angolensis
  - Doumea chappuisi
  - Doumea gracila
  - Doumea reidi
  - Doumea sanaga
  - Doumea skeltoni
  - Doumea stilicauda
  - Doumea thysi
  - Doumea typica
- Genere Leptoglanis
  - Leptoglanis bouilloni
  - Leptoglanis xenognathus
- Genere Paramphilius
  - Paramphilius baudoni
  - Paramphilius firestonei
  - Paramphilius teugelsi
  - Paramphilius trichomycteroides
- Genere Phractura
  - Phractura ansorgii
  - Phractura bovei
  - Phractura brevicauda
  - Phractura clauseni
  - Phractura fasciata
  - Phractura gladysae
  - Phractura intermedia
  - Phractura lindica
  - Phractura longicauda
  - Phractura macrura
  - Phractura scaphyrhynchura
  - Phractura stiassny
  - Phractura tenuicauda
- Genere Psammphiletria
  - Psammphiletria delicata
  - Psammphiletria nasuta
- Genere Tetracamphilius
  - Tetracamphilius angustifrons
  - Tetracamphilius clandestinus
  - Tetracamphilius notatus
  - Tetracamphilius pectinatus
- Genere Trachyglanis
  - Trachyglanis ineac
  - Trachyglanis intermedius
  - Trachyglanis minutus
  - Trachyglanis sanghensis
- Genere Zaireichthys
  - Zaireichthys brevis
  - Zaireichthys camerunensis
  - Zaireichthys compactus
  - Zaireichthys conspicuus
  - Zaireichthys dorae
  - Zaireichthys flavomaculatus
  - Zaireichthys heterurus
  - Zaireichthys kafuensis
  - Zaireichthys kavangoensis
  - Zaireichthys kunenensis
  - Zaireichthys lacustris
  - Zaireichthys mandevillei
  - Zaireichthys maravensis
  - Zaireichthys monomotapa
  - Zaireichthys pallidus
  - Zaireichthys rotundiceps
  - Zaireichthys wamiensis
  - Zaireichthys zonatus[2]